# 広瀬元義
広瀬 元義（ひろせ もとよし）は株式会社アックスコンサルティング代表取締役、Moffy社会保険労務士法人代表コンサルタント。士業事務所向けコンサルティングの開拓者。これまで税理士向けのコンサルティングで培ったノウハウをグレードアップして、2016年より社会保険労務士事務所向けにも公開。2013年より米国HR Techでの研鑽をもとに、多くのノウハウを一般企業向けにも提供。AICPA（米国公認会計士協会）やAAM（会計業界マーケティング責任者協会）のイベントに数多く参加。日本人で唯一のAAM会員。これまで出版した経営者向け著書は50冊超、累計発行部数は50万部を超える。米国HR TECH事業に詳しく、ブーマーコンサルティングタレントサークル正式メンバー。

## 経歴
- 1976年 明治学院大学英米文学科に入学。
- 1982年 株式会社日本デジタル研究所入社。
- 1988年 株式会社アックスコンサルティングを設立。代表取締役に就任。
- 2023年 ACCS社会保険労務士法人を設立。代表コンサルタントに就任。
- 2023年 日本最大の士業コミュニティである「士業オーナーズクラブ」を創設。

## エピソード
- 起業前は小説家を目指していた。当時、通っていた講談社フェーマススクールズの同窓に宮部みゆきがいた。その時、宮部みゆきは「我らが隣人の犯罪」で第26回 オール讀物推理新人賞を受賞。
- 21歳で大学に入り、一年生の時に、東京から故郷の大分県津久見市まで歩いて40日かけて帰る。
- 登山経験もあり、1979年に御岳山に登山した際、初めての噴火に遭遇した経験がある[4]。
- ワインと料理が好き。オフィスのラウンジにワイン・セラーを設置。会社の懇親会や毎週行う社員の懇親会などでも、ワインが飲まれる。
- 赤ワインはフランスのピノノワールがお気に入り。白は、絶対にムルソーと決めている。
- 大学を中退した（正確には、授業料を払わなかったので除籍）ため、ときどき大学に復学した夢を今でも見る。
- 仕事の関係で、アメリカ25州近くを訪問。
- ワイナリーも50カ所以上訪問。
- 大好きなワインの映画は「サイドウェイ（アメリカ版）」。何度見たかわからない。

## 著書・寄稿

### 著書
- 令和最新版　事例でわかる会計事務所M&Aの準備と進め方　（株式会社アックスコンサルティング）
- 人事・労務問題はこれで解決！社会保険労務士との上手な付き合い方　（株式会社アックスコンサルティング）
- すごい社長は知っている、会社の価値の高め方～事業承継、M&Aを円滑にするために　（株式会社アックスコンサルティング）
- 士業業界ランキング500　（株式会社アックスコンサルティング）
- 令和最新版　プロが教える！相続手続きと生前対策ハンドブック　（株式会社アックスコンサルティング）
- 緊急事態回避!! 資金繰りがよくなる経営計画の作り方　（あさ出版）
- あぁ勘違い!!社長が決める『給与』と『評価』の作り方　（株式会社アックスコンサルティング）
- エンゲージメント カンパニー　（ダイヤモンド社）
- オーナー社長と資産家必読　社長の節税と資産づくりがこれ1冊でわかる本　（あさ出版）
- 9割の社長が勘違いしている資金調達の話　（あさ出版）
- 従業員を採用するとき読む本　（あさ出版）
- 社長さん! 経理はプロに任せなさい!　（あさ出版）
- 「起業」「開業」を考えたらこの１冊　（あさ出版）
- 相続は準備が9割　（あさ出版）
- 会計事務所のFintech革命―クラウド会計Crewによって先駆的な事務所に変わる!!　（あさ出版）
- 中小企業の資金調達方法がわかる本　（あさ出版）
- これ1冊で安心！歯科医院経営の成功手法がわかる本　（あさ出版）
- 相続の税金と対策 これだけ知っていれば安心です　（あさ出版）
- 税理士事務所の成功法則　（株式会社三交社）
- 社長にとっていちばん大事な「お金」「売上」「経費」がらくらくわかる本　（あさ出版）
- 年商1,000万円を超えたら税理士に頼みなさい　（あさ出版）
- 相続のお金と手続きこれだけ知っていれば安心です　（あさ出版）
- 会社設立 儲かる会社のはじめ方　（あさ出版）
- なぜ、いい税理士を顧問にすると銀行はお金を貸したがるのか？　（あさ出版）
- 会社の設立・資金繰り・申告・節税、ぜんぶこれ１冊でわかります　（あさ出版）
- これ１冊で安心！社長の相続・贈与で節税できる本　（あさ出版）
- これ１冊で安心！あなたの相続・贈与で節税できる本　（あさ出版）
- 新会計基準対応！Ｑ＆Ａ社会福祉法人「設立･運営･会計･税務」ハンドブック　セルバ出版
- 院長先生のための医業経営成功術　（あさ出版）
- 1164社の紹介でわかった！社長のための”いい税理士”の探し方　（あさ出版）
- ザ・メソッド あなたの会社をキャッシュリッチに変える8つの秘訣　（あさ出版）
- イン・ザ・ブラック? 継続的な黒字会社をつくる9つの原則　（あさ出版）
- 社長！社員が10人になったら読む本です　（あさ出版）
- 経営計画 もっと儲かる経営計画のつくり方　（あさ出版）
- 強い会計事務所の5つの決断 もう生き残るだけなんかつまらない。　（株式会社アックスコンサルティング）

## メディア

### TV
- NHK クローズアップ現代
- TBS報道番組（物納特集）